# Cotylea
Los cotílidos (Cotylea) son un suborden de gusanos platelmintos del orden Polycladida. 
Se caracterizan principalmente por tener un órgano adhesivo glandular y musculoso en posición ventral. La clasificación de las especies en las distintas familias responde al tipo y posición de la faringe, la presencia de tentáculos, la presencia y forma de la vesícula prostática, y la dirección del aparato masculino y los canales uterinos.
Se han descrito unas 400 especies.

## Taxonomía
Lang (1884) divide el orden de los policládidos en dos subórdenes, basándose en la ausencia o presencia de una ventosa adhesiva. Faubel (1984) establece cuatro superfamilias, que incluyen a 15 familias en Cotylea, considerando al suborden no monofilético. Prudhoe (1985) reduce las familias a 10, y mantiene que Cotylea es monofilético. Rawlinson, K.A. & Litvaitis, M.K. (2008) establecen una serie de características morfológicas para las familias incluidas en el suborden y, tras realizar un análisis filogenético, concluyen que la monofilia de Cotylea no se sostiene. Actualmente aún quedan aspectos por concluir en la descripción y clasificación de los clados de este suborden.

### Superfamilias
El Registro Mundial de Especies Marinas reconoce las siguientes superfamilias en Cotylea:
- Ditremagenioidea Faubel, 1984
- Euryleptoidea Faubel, 1984
- Opisthogenioidea Faubel, 1984
- Pseudocerotoidea Faubel, 1984

No obstante, mantiene como válidas las familias Euryleptidae (según Stimpson, 1857) a pesar de incluir a Euryleptidae (según Lang, 1884) en Euryleptoidea, y Pericelididae (según Laidlaw, 1902), sin incluirla en alguna de las superfamilias.